# Chevrolet Lumina (Ameryka Północna)
Chevrolet Lumina – samochód osobowy klasy wyższej produkowany pod amerykańską marką Chevrolet w latach 1989 – 2001.

## Pierwsza generacja

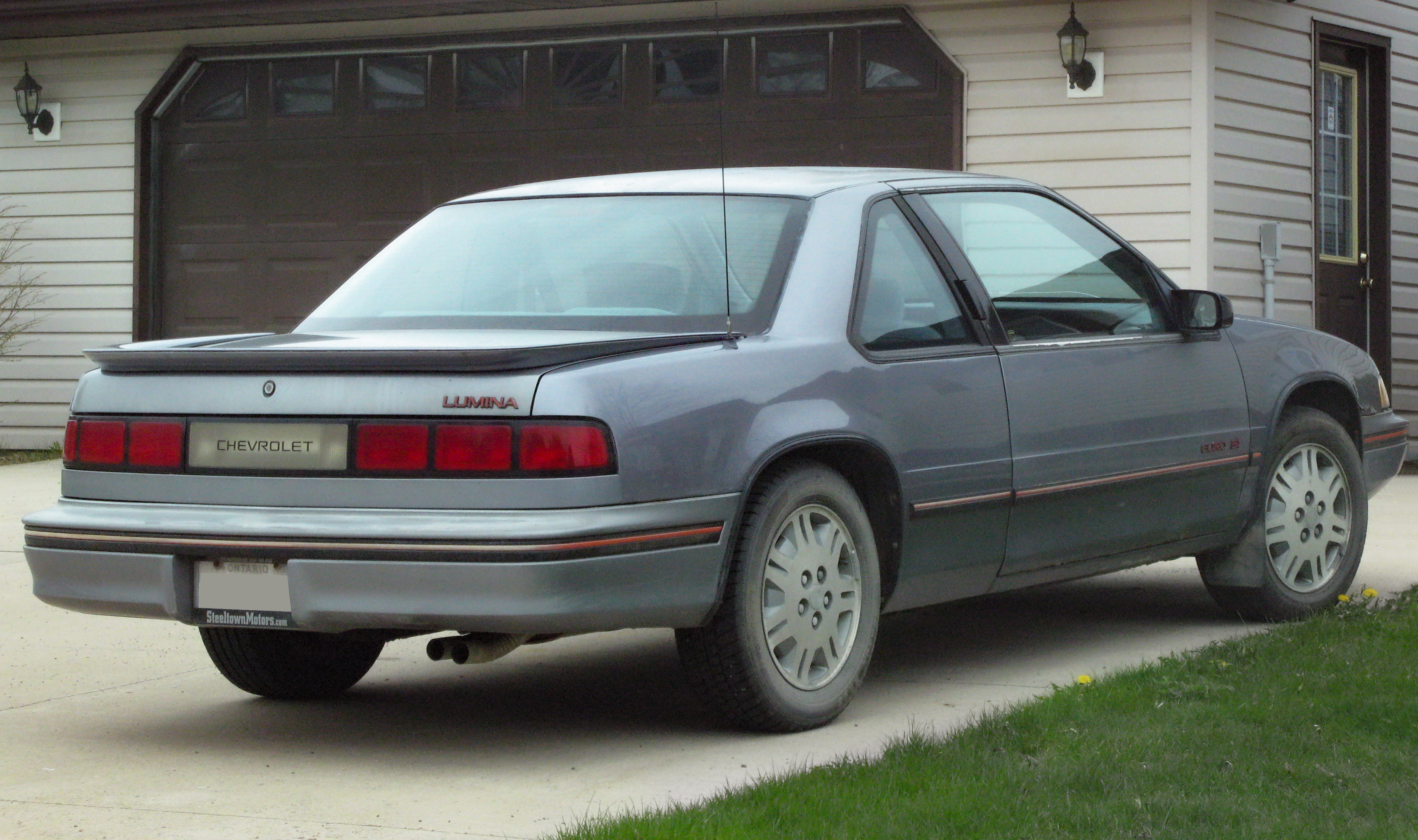
Chevrolet Lumina I - tył

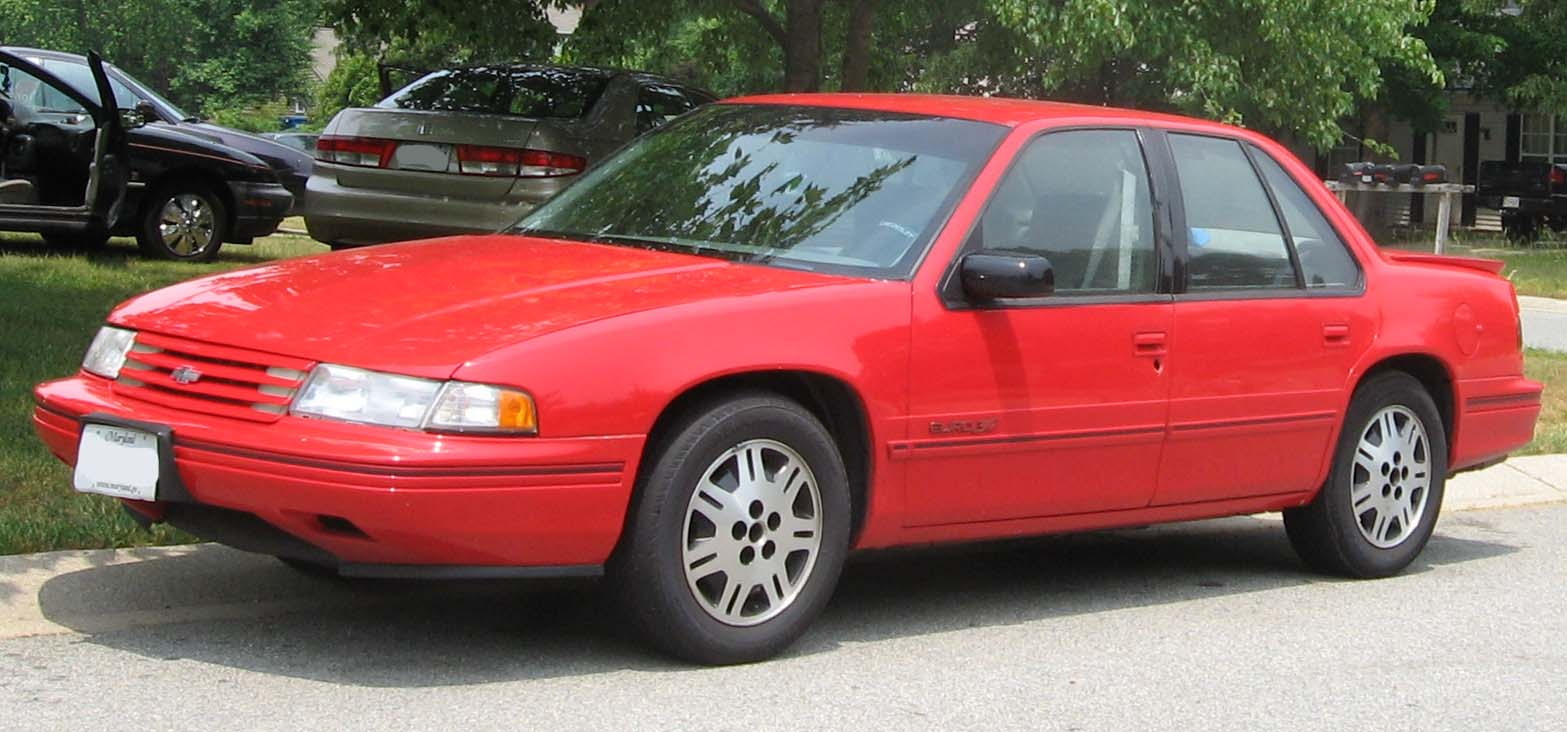
Chevrolet Lumina I po liftingu

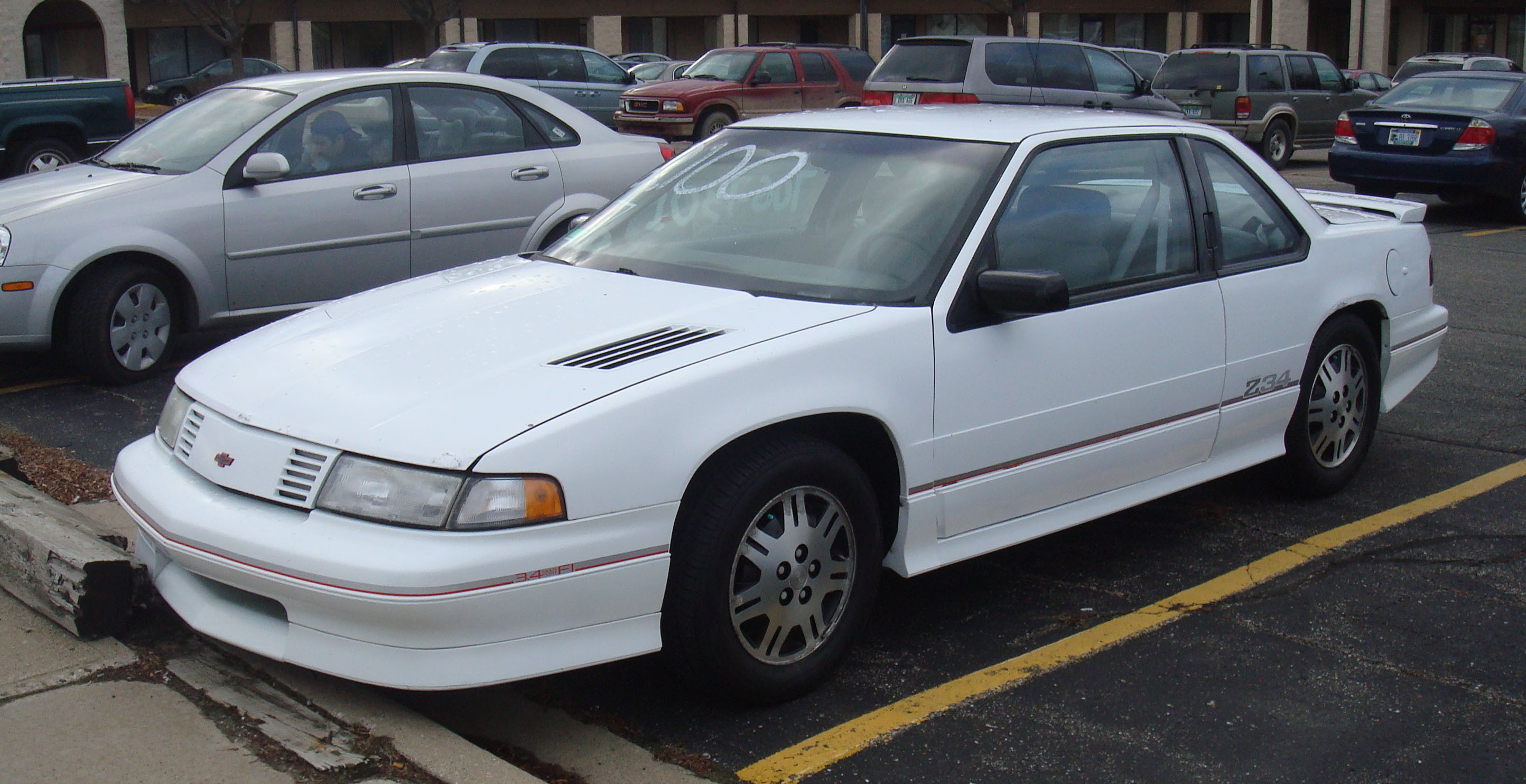
Chevrolet Lumina Z34

Chevrolet Lumina I został zaprezentowany po raz pierwszy w 1989 roku.
Pod koniec lat 80. XX wieku Chevrolet zaprezentował długo oczekiwanego następcę dla wysłużonego modelu Celebrity. Lumina powstała w ramach współpracy między Chevroletem, a Buickem, Oldsmobile i Pontiakiem, opierając się na platformie W-body koncernu General Motors.
Pierwsza generacja Chevroleta Luminy wyróżniała się nisko osadzoną linią maski i klamek wzorem mniejszego modelu Corsica, zyskując krótki tył i szpiczastą, wydłużoną maskę, a także duża powierzchnię szyb.

### Lifting
Półtora roku po rynkowym debiucie, w 1990 roku Chevrolet przeprowadził drobną restylizację pierwszej generacji Luminy. Pojawiła się zmodyfikowana atrapa chłodnicy, na której umieszczone zostało logo producenta.

### Lumina Z34
Występowała także odmiany Luminy o wysokich osiągach, Lumina Z34. Oprócz pakietu poprawiającego właściwości zawieszenia, w modelu montowano silnik DOHC LQ1 V6 o pojemności 3.4 L, generował on moc 210 KM przy 5200 obr./min, oraz 292 Nm momentu obrotowego przy 4400 obr./min. Niewielkim zmianom kosmetycznym poddano także nadwozie. Przedni grill malowany był także w kolorze nadwozia.

### Silniki
- R4 2.2l
- R4 2.5l Iron Duke
- V6 3.1l LH0
- V6 3.4l LQ1

## Druga generacja

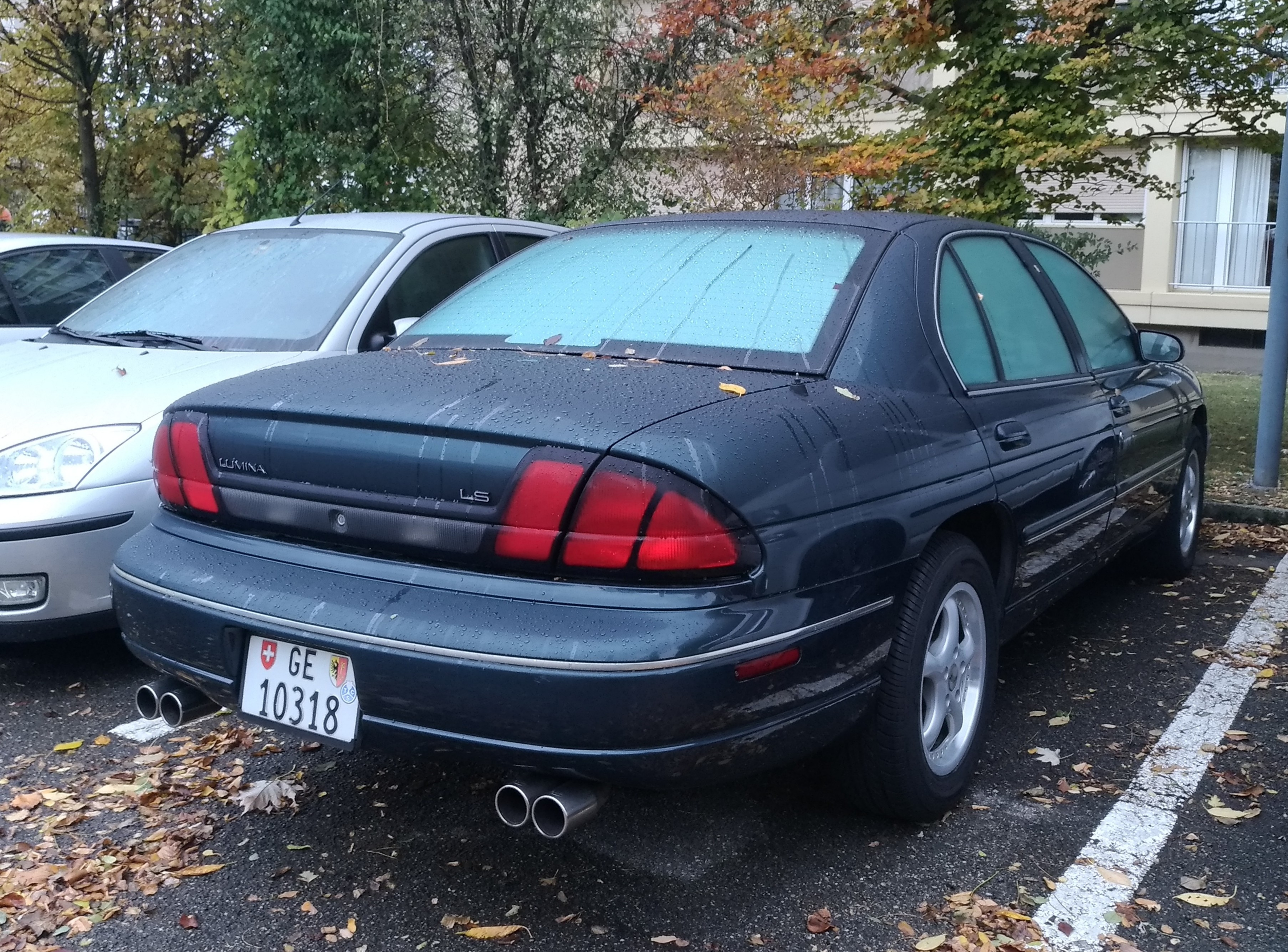
Chevrolet Lumina II - tył

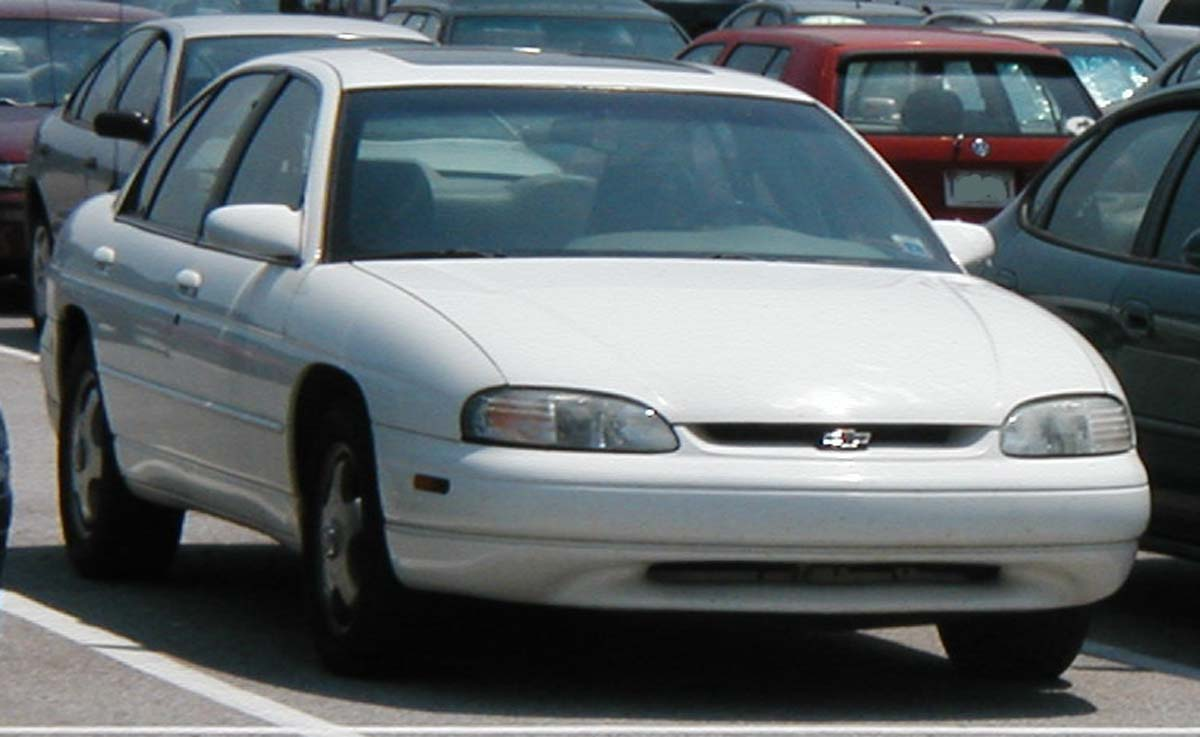
Chevrolet Lumina II LTZ

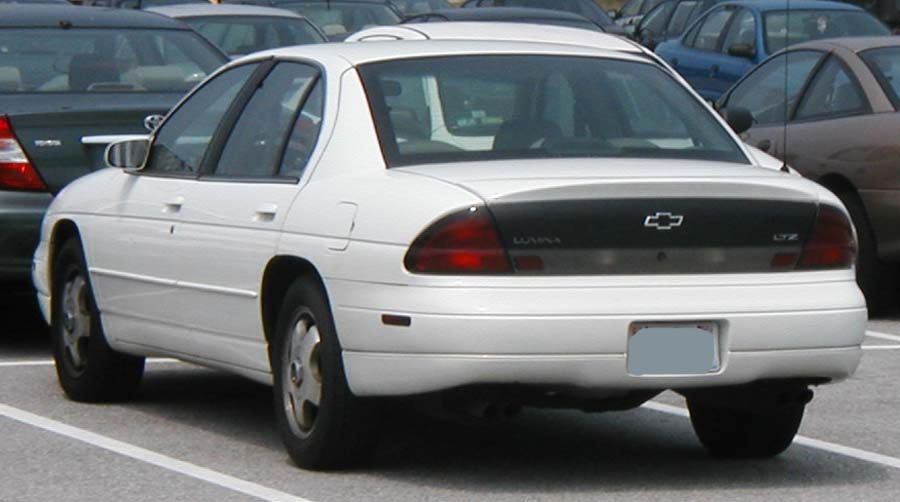
Chevrolet Lumina II LTZ - tył

Chevrolet Lumina II został zaprezentowany po raz pierwszy w 1994 roku.
Druga generacja Luminy przeszła obszerne modyfikacje, opierając się na obszernie zmodyfikowanej platformie W-body. Nadwozie zyskało charakterystyczne, zaokrąglone proporcje, za to gama nadwoziowa została okrojona do sedana - odmiana coupé otrzymała inną nazwę, Monte Carlo.

### Lumina LTZ
W 1997 wprowadzony sportowy pakiet LTZ, aby Lumina mogła zapełnić lukę powstałą w gamie Chevroleta po zakończeniu produkcji modeli Impala SS i Caprice. Pakiet zawierał wykonane z lekkich stopów felgi, silnik 3.4 L V6 (opcja w 1997, później standard), prędkościomierz oraz umieszczoną w podłodze dźwignię zmiany biegów. Motor 3.4 L V6 został zastąpiony przez 3800 Series II w 1998. Również w 1998 Lumina otrzymuje airbagi drugiej generacji.

### Koniec produkcji i następca
Przednionapędowy Chevrolet Impala został wprowadzony w 2000 jako następca Luminy, jednak produkcja modeli trwała równolegle aż do kolejnego, 2001 roku, kończąc się w kwietniu.

### Silniki
- V6 3.1l L82
- V6 3.4l LQ1
- V6 3.8l L36